# Pasadena Apartments
El Pasadena Apartments es un edificio de apartamentos ubicado en 2170 East Jefferson Avenue en Detroit, Míchigan. Fue incluido en el Registro Nacional de Lugares Históricos en 1985.
Tiene once pisos y está construido de ladrillo amarillo con revestimiento de piedra caliza en los dos pisos inferiores. Una columna de ventanales se eleva desde el sótano hasta el décimo piso; una entrada de estilo clásico está en el centro de la fachada frontal. Originalmente tenía detalles clásicos en los pisos superiores, incluida una cornisa y falsos balcones, que se han eliminado.

## Historia
Fue construido en 1902 a partir de un diseño de Mortimer L. Smith. Es un ejemplo temprano de viviendas de varias unidades de clase alta, y es una de las primeras de estas estructuras que se construyó con hormigón armado.
Fue construido en un momento en que aparecían nuevas familias adineradas asociadas con el auge industrial de Detroit, pero los requisitos de financiación para las viviendas privadas eran sustanciales. Estas familias a menudo preferían alquilar apartamentos de lujo. El Pasadena se destaca por su escala, diseño y materiales.
El edificio todavía se utiliza como espacio de apartamentos y es operado por MFG Detroit.